# 4617 Zadunaisky
4617 Zadunaisky è un asteroide della fascia principale del diametro medio di circa 29 km. Scoperto nel 1976, presenta un'orbita caratterizzata da un semiasse maggiore pari a 3,2116129 UA e da un'eccentricità di 0,0656584, inclinata di 18,67040° rispetto all'eclittica.
È stato intitolato all'astronomo argentino Pedro Zadunaisky.